# 韦达定理
在數學上，韦达定理（英語：Vieta's formulas），又称根與係數的关系，給出了多項式方程的根與係數的关系。該定理由法國數學家弗朗索瓦·韋達發現，並因此得名。
韋達定理常用於代數領域。它的實用之處在於，能够不用把根直接解出來就能计算根之間的關係。

## 内容
设 {\displaystyle P(x)=a_{n}x^{n}+a_{n-1}x^{n-1}+\cdots +a_{1}x+a_{0}} 是一个一元 n 次實（或複）係數多項式，首項系數 {\displaystyle a_{n}\neq 0}，令 P 的 n 個根為 {\displaystyle x_{1},x_{2},\dots ,x_{n}}，则根 {\displaystyle \{x_{i}\}}和係數 {\displaystyle \{a_{j}\}}之間滿足關係式
{\displaystyle {\begin{cases}x_{1}+x_{2}+\dots +x_{n-1}+x_{n}=-{\dfrac {a_{n-1}}{a_{n}}}\\(x_{1}x_{2}+x_{1}x_{3}+\cdots +x_{1}x_{n})+(x_{2}x_{3}+x_{2}x_{4}+\cdots +x_{2}x_{n})+\cdots +x_{n-1}x_{n}={\dfrac {a_{n-2}}{a_{n}}}\\{}\quad \vdots \\x_{1}x_{2}\dots x_{n}=(-1)^{n}{\dfrac {a_{0}}{a_{n}}}\end{cases}}}
等價的說，對任何 k = 1, 2, ..., n，係數比 {\displaystyle {\frac {a_{n-k}}{a_{n}}}} 是所有任取 k 個根的乘積的和的 {\displaystyle (-1)^{k}} 倍，即
{\displaystyle \sum _{1\leq i_{1}<i_{2}<\cdots <i_{k}\leq n}x_{i_{1}}x_{i_{2}}\cdots x_{i_{k}}=(-1)^{k}{\frac {a_{n-k}}{a_{n}}}}
或：
{\displaystyle \sum _{1\leq i_{1}<i_{2}<\cdots <i_{k}\leq n}\left(\prod _{j=1}^{k}x_{i_{j}}\right)=(-1)^{k}{\frac {a_{n-k}}{a_{n}}}}
其中 {\displaystyle i_{1}<i_{2}<\cdots <i_{k}} 是要讓所有的根的組合都恰好出現一次。
事實上，等號的左邊被稱作是初等對稱多項式。

## 证明
因為 {\displaystyle x_{1},x_{2},\dots ,x_{n}} 是一元 n 次多項式 {\displaystyle M(x)=a_{n}x^{n}+a_{n-1}x^{n-1}+\cdots +a_{1}x+a_{0}} 的 n 个根。於是有
{\displaystyle a_{n}x^{n}+a_{n-1}x^{n-1}+\cdots +a_{1}x+a_{0}=a_{n}(x-x_{1})(x-x_{2})\cdots (x-x_{n})}
根據乘法原理展開右式，比較等號兩邊的各項係數可得
{\displaystyle {\begin{cases}a_{n-1}=-a_{n}(x_{1}+x_{2}+\dots +x_{n-1}+x_{n})\\a_{n-2}=a_{n}\left((x_{1}x_{2}+x_{1}x_{3}+\cdots +x_{1}x_{n})+(x_{2}x_{3}+x_{2}x_{4}+\cdots +x_{2}x_{n})+\cdots +x_{n-1}x_{n}\right)\\{}\quad \vdots \\a_{0}=(-1)^{n}a_{n}x_{1}x_{2}\dots x_{n}\end{cases}}}
上式等同於韋達定理的敘述。

## 特例

### n=2
设 {\displaystyle x_{1},x_{2}} 是一元二次多項式 {\displaystyle ax^{2}+bx+c} 的两根，則由{\displaystyle ax^{2}+bx+c=a(x-x_{1})(x-x_{2})=ax^{2}-a(x_{1}+x_{2})x+ax_{1}x_{2}}有
{\displaystyle x_{1}+x_{2}=-{\frac {b}{a}},\quad x_{1}x_{2}={\frac {c}{a}}}
這個特殊情況除之前提到的证明方法，也可以直接用求根公式即 {\displaystyle x_{1}={\frac {-b+{\sqrt {b^{2}-4ac}}}{2a}}}，{\displaystyle x_{2}={\frac {-b-{\sqrt {b^{2}-4ac}}}{2a}}\,}證明：
{\displaystyle x_{1}+x_{2}={\frac {-b+{\sqrt {b^{2}-4ac}}+\left(-b\right)-{\sqrt {b^{2}-4ac}}}{2a}}=-{\frac {b}{a}}}
{\displaystyle x_{1}x_{2}={\frac {\left(-b+{\sqrt {b^{2}-4ac}}\right)\left(-b-{\sqrt {b^{2}-4ac}}\right)}{\left(2a\right)^{2}}}={\frac {c}{a}}}
在這個情況下，韦达定理的逆定理同样成立：給定一個一元二次多項式 {\displaystyle ax^{2}+bx+c}，如果有两个数 {\displaystyle x_{1},x_{2}}，滿足 {\displaystyle x_{1}+x_{2}=-{\frac {b}{a}}} 和 {\displaystyle \,x_{1}x_{2}={\frac {c}{a}}}，則 {\displaystyle x_{1},x_{2}}就是多項式{\displaystyle \,ax^{2}+bx+c\,}的兩根。

### n=3
设 {\displaystyle x_{1},x_{2},x_{3}} 是一元三次多項式 {\displaystyle ax^{3}+bx^{2}+cx+d} 的三根，則
{\displaystyle x_{1}+x_{2}+x_{3}=-{\frac {b}{a}},\quad x_{1}x_{2}+x_{1}x_{3}+x_{2}x_{3}={\frac {c}{a}},\quad x_{1}x_{2}x_{3}=-{\frac {d}{a}}}

## 推廣至環
韋達定理經常使用在討論整環 R 上多項式，換言之多項式係數都落在 R 上。此時，分數 {\displaystyle {\frac {a_{i}}{a_{n}}}} 在 R 中不見得有定義，除非 {\displaystyle a_{n}} 本身是可逆元。但 {\displaystyle {\frac {a_{i}}{a_{n}}}} 在 R 的分式環 K 中有定義，而根 {\displaystyle x_{1},x_{2},\dots ,x_{n}} 則在 K 的代數閉包 {\displaystyle {\bar {K}}} 中有定義。特別的，如果 R 是整數環 {\displaystyle \mathbb {Z} }，則 K 是有理數體 {\displaystyle \mathbb {Q} }，{\displaystyle {\bar {K}}}是複數體 {\displaystyle \mathbb {C} }。
如果多項式 P(x) 定義在一般非整環的交換環上，則韋達定理可能在兩個地方出錯。第一，{\displaystyle a_{n}} 可能不是零因子，因此不能出現在分母。第二 P(x) 可能不等於 {\displaystyle a_{n}(x-x_{1})(x-x_{2})\cdots (x-x_{n})}。第一點算是顯而易見，以下給出一個第二點的例子。在環 {\displaystyle \mathbb {Z} /8\mathbb {Z} } 中，多項式 {\displaystyle P(x)=x^{2}-1} 有四個根 1、3、5、7，根數比多項式的次數還多。此外，如果隨便取兩根出來，例如 {\displaystyle x_{1}=1}，{\displaystyle x_{2}=3}，會發現 {\displaystyle P(x)\neq (x-1)(x-3)}，但是有時候如果根取的剛好，卻又可能會有 {\displaystyle P(x)=(x-1)(x-7)} 和 {\displaystyle P(x)=(x-3)(x-5)}。

## 歷史
在 16 世紀，韋達發現了所有根都是正整數的版本，至於一般的版本 (根是實數)，可能首次由法國數學家 Albert Girard 提出。Funkhouser 引用了18 世紀英國數學家查爾斯·赫頓的話寫道
...[Girard 是] 理解關於各次方項係數的和與積公式的一般性學說的第一人。他是找到關於將任意方程式的根的次方加總的規則的第一人。